# Paraprisopus merismus
Paraprisopus merismus är en insektsart som först beskrevs av John Obadiah Westwood 1859.  Paraprisopus merismus ingår i släktet Paraprisopus och familjen Prisopodidae. Inga underarter finns listade i Catalogue of Life.